# سكوت دونيلي (لاعب كرة قدم)
سكوت دونيلي (بالإنجليزية: Scott Donnelly)‏ هو مدرب كرة قدم ولاعب كرة قدم أمريكي، ولد في 1980. لعب مع اتلانتا يونايتد 2.